# Georgios Aspiotis
Georgios Aspiotis (Grieks:Γεώργιος Ασπιοτισ) was een Grieks wielrenner. Hij nam deel aan de Olympische Zomerspelen van 1896 in Athene.
Aspiotis nam deel aan de wegwedstrijd van 87 kilometer en eindigde hier op een vierde plek.